# Ogawa (Nagano)
Pour les articles homonymes, voir Ogawa.
Ogawa (小川村, Ogawa-mura) est un village du district de Kamiminochi, dans la préfecture de Nagano, au Japon.

## Toponymie
« Ogawa-mura ¢ signifie littéralement « village des petits ruisseaux », une allusion aux ruisseaux qui ont leur source dans le village et se rejoignent les uns après les autres et forment la rivière Dojiri au sud-est du village.

## Géographie

### Situation
Le village d'Ogawa est situé dans le nord-ouest de la préfecture de Nagano sur l'île de Honshū, au Japon. C'est un village de montagne qui s'étend, dans sa longueur du nord au sud sur 8,5 km, dans la vallée de Hakuba, à l'ouest de la ville de Nagano et à l'est d'Ōmachi.
Le nord du village se trouve au pied des monts Kubiki. Avec l'ancien village de Nakajō, intégré depuis janvier 2010 à Nagano, il forme le bassin versant de la rivière Dojiri, un affluent du fleuve Shinano.

### Démographie
Au 1er août 2015, la population s'élevait à 2 764 habitants, répartis sur une superficie de 58,07 km2.
La population du village ne cesse de décroître depuis les années 1950, passant de 9 438 habitants en 1950 à 5 132 en 1980 puis à 3 041 en 2010.

### Climat
La température annuelle moyenne est d'environ 10 °C. L'hiver, le mercure peut descendre jusqu'à −12 °C et grimper jusqu'à 35 °C en été. Le printemps arrive mi-avril avec la floraison des nombreux sakura (cerisiers) du village. En été et en automne, le village d'Ogawa traverse des périodes de fortes précipitations.

## Histoire
Au début des années 1980, des fouilles archéologiques ont permis d'établir que des hommes ont habité le site du village d'Ogawa environ 5 000 ans av. J.-C. (fin de la période Jōmon).
Un hameau est mentionné dans la région de l'actuel village d'Ogawa dans un texte du ritsuryō, un ensemble de textes qui formalisent l'ancien système de lois du Japon médiéval. De même, dans un volume du Engishiki, un recueil japonais de lois et de règlements datant de 927, il est fait allusion à un sanctuaire Ogawa.
Un document officiel de l'ère Ten'yō (1144-1145) mentionne l'existence d'un manoir appelé « Ogawa no shō » appartenant à la maison impériale et un autre rapporte l'ordre donné par Minamoto no Yoritomo, fondateur et premier shogun du shogunat de Kamakura, de construire la pagode du temple Kōzan.
En 1392, un ancêtre du clan Mizuno, banni de la province de Mikawa, vient s'installer dans le nord de la province de Shinano. Il en est chassé par le clan Murakami et son fief passe sous le contrôle du clan Ōhigata de la lignée des Ogasawara.
À l'époque Sengoku (milieu du XVe siècle-fin du XVIe siècle), l'ancienne province de Shinano est le théâtre d'affrontements entre les seigneurs de guerre Uesugi Kenshin et Takeda Shingen. Le premier a fait construire le sanctuaire Togakushi et un site historique du village d'Ogawa fait référence à l'étendard de guerre du second.
Dans les années 1560, le clan Ōhigata prête le serment d'allégeance au chef du clan Takeda qui s'est rendu maître de la province de Shinano.
Après la chute du clan Takeda, en 1582, le clan Ōhigata se place sous la tutelle du clan Sanada. Et, en 1622, son fief est intégré au domaine de Matsushiro.
Jusqu'au début de l'ère Meiji (1868-1912), de nombreux hameaux se développent sur les ruines de l'ancien domaine du clan Ōhigata.
En 1871, une loi du gouvernement de Meiji met en place une nouvelle organisation administrative du pays ; le domaine de Matsushiro devient la préfecture de Matsushiro. Cette dernière est abolie en 1876 lorsque la préfecture de Nagano est créée.
En 1889, en application du nouveau système d'administration des municipalités mis en place par le gouvernement de l'empire du Japon installé à Tokyo, le processus de fusion des hameaux et villages entamé en 1875 s'accélère et les deux villages de Minami-Ogawa et Kita-Ogawa sont créés dans le district de Kamiminochi.
Le 1er avril 1955, le village d'Ogawa est officiellement établi par la fusion des villages de Minami-Ogawa et Kita-Ogawa.
En 1964, lors des Jeux olympiques, la flamme olympique passe dans le village d'Ogawa.

## Économie
L'économie du village d'Ogawa s'organise autour de l'agriculture (soja, maïs, sarrasin, potirons, pommes), l'exploitation forestière, les services et le commerce.

## Culture locale et patrimoine
Le village d'Ogawa est membre de l'association Les Plus Beaux Villages du Japon depuis 2009.

### Patrimoine architectural

#### Sanctuaire Ogawa
La date de la fondation du sanctuaire d'Ogawa  est inconnue mais il est mentionné pour la première fois, à l'époque de Heian (794-1185), dans un volume du Engishiki. Le bâtiment principal, ou honden, date de l'époque d'Edo (1603-1868) et est caractéristique du style architectural nagare.

#### Sanctuaire Togakushi
Au milieu du XVIe siècle, alors que le Japon est en pleine guerre civile, un des nombreux conflits qui déchirent le pays oppose Takeda Shingen et Uesugi Kenshin dans la province de Shinano. Les prêtres du principal sanctuaire Togakushi, un sanctuaire de montagne situé dans le sud des monts Kubiki, à l'ouest du mont Iizuna, trahissent leur protecteur de la province d'Echigo en priant les dieux d'accorder la victoire au maître de la province de Kai à la bataille de Kawanakajima (1564) et se réfugient dans le domaine du clan Ōhigata favorable au clan Takeda. Alors qu'ils bâtissent un nouveau lieu de culte, le sanctuaire Togakushi sanin, l'original est détruit.
En 1594, le sanctuaire principal est reconstruit ; les religieux abandonnent le Togakushi sanin et retournent à Togakushi après 30 ans d'exil.
En 2015, il ne reste que des vestiges du Togakushi sanin dans le quartier d'Oneyama, dans la partie sud-ouest du village.

#### Temple Kōsan
Le temple Hōjūsan Kōsan situé dans le quartier d'Inaoka est un temple bouddhique dédié à la divinité de la miséricorde, Kannon. Sa pagode à trois niveaux d'une hauteur de 17 m a été construite en 1195.
Selon la légende attachée à ce temple, il aurait été construit en 808 sur l'ordre du shogun Sakanoue no Tamuramaro soucieux d'obtenir les faveurs de la déesse Kannon représentée par une statue de Kannon, œuvre du moine bouddhiste Kōbō-Daishi, fondateur de l'école Shingon.

#### Observatoire
Le village d'Ogawa possède aussi un observatoire astronomique et un planétarium.

### Patrimoine naturel

#### Arbres centenaires
Le village d'Ogawa est planté de nombreux arbres, en particulier diverses variétés de cerisiers. Certains de ces arbres sont plus que centenaires comme le cèdre du Japon du quartier d'Oneyama, haut de 33 m et vieux de plus de 500 ans en 2015, ou l'Edohiganzakura du quartier de Tateya, d'une hauteur de 15 m, vieux de plus de 300 ans en 2015 et qui, comme son nom l'indique en japonais, fleurit au moment de l'équinoxe de printemps.

### Patrimoine gastronomique
Une spécialité culinaire d'Ogawa est l'oyaki. Il est constitué d'une pâte de sarrasin fermenté additionnée de légumes (aubergine, citrouille, nozawana), de champignons, de fruits, de pulpe de soja ou de pâte de haricot rouge, poêlée pour former des petits pains qui sont ensuite cuits à la vapeur ou grillés et assaisonnés de sel ou de sauce de soja.

## Symboles municipaux
La bannière d'Ogawa est composée du sinogramme japonais : 小 (petit) stylisé. Ce motif, qui suggère une progression vers le ciel, représente le développement sans limites du village, la défense de la nature et d'une économie prospère par des villageois unis et fraternels.

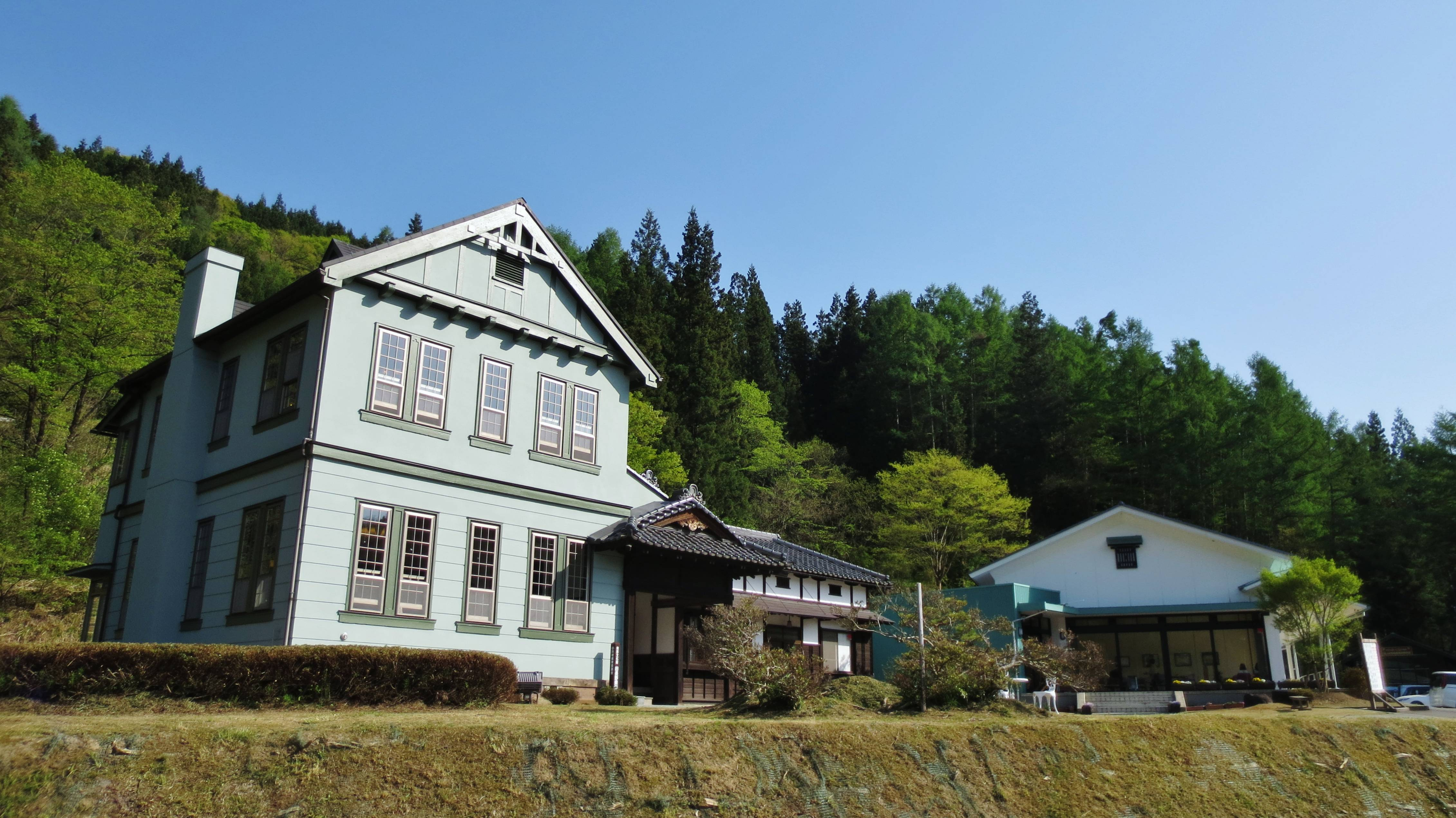
Maison de l'histoire locale[14],[15].
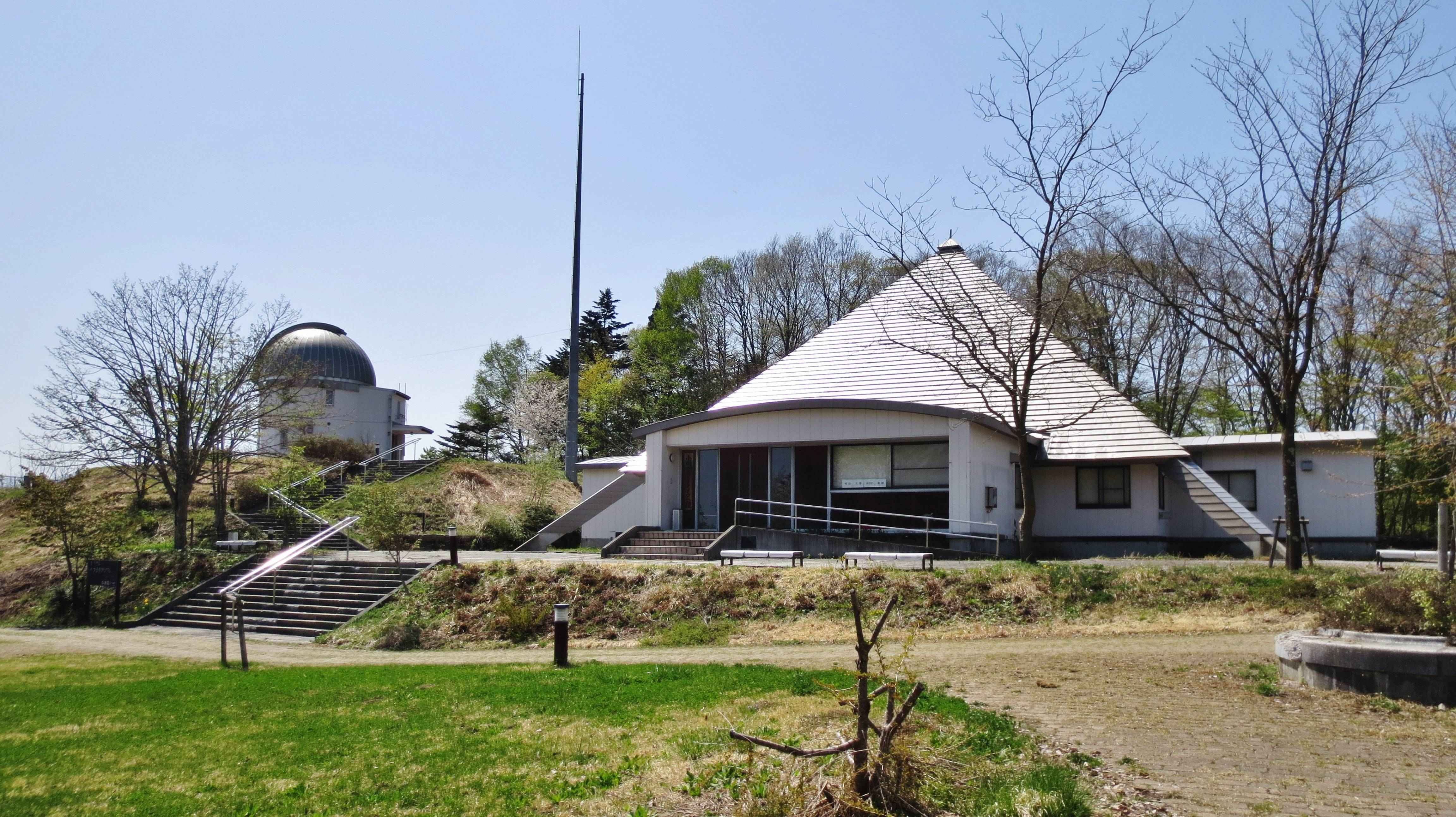
L'observatoire et le planétarium d'Ogawa.
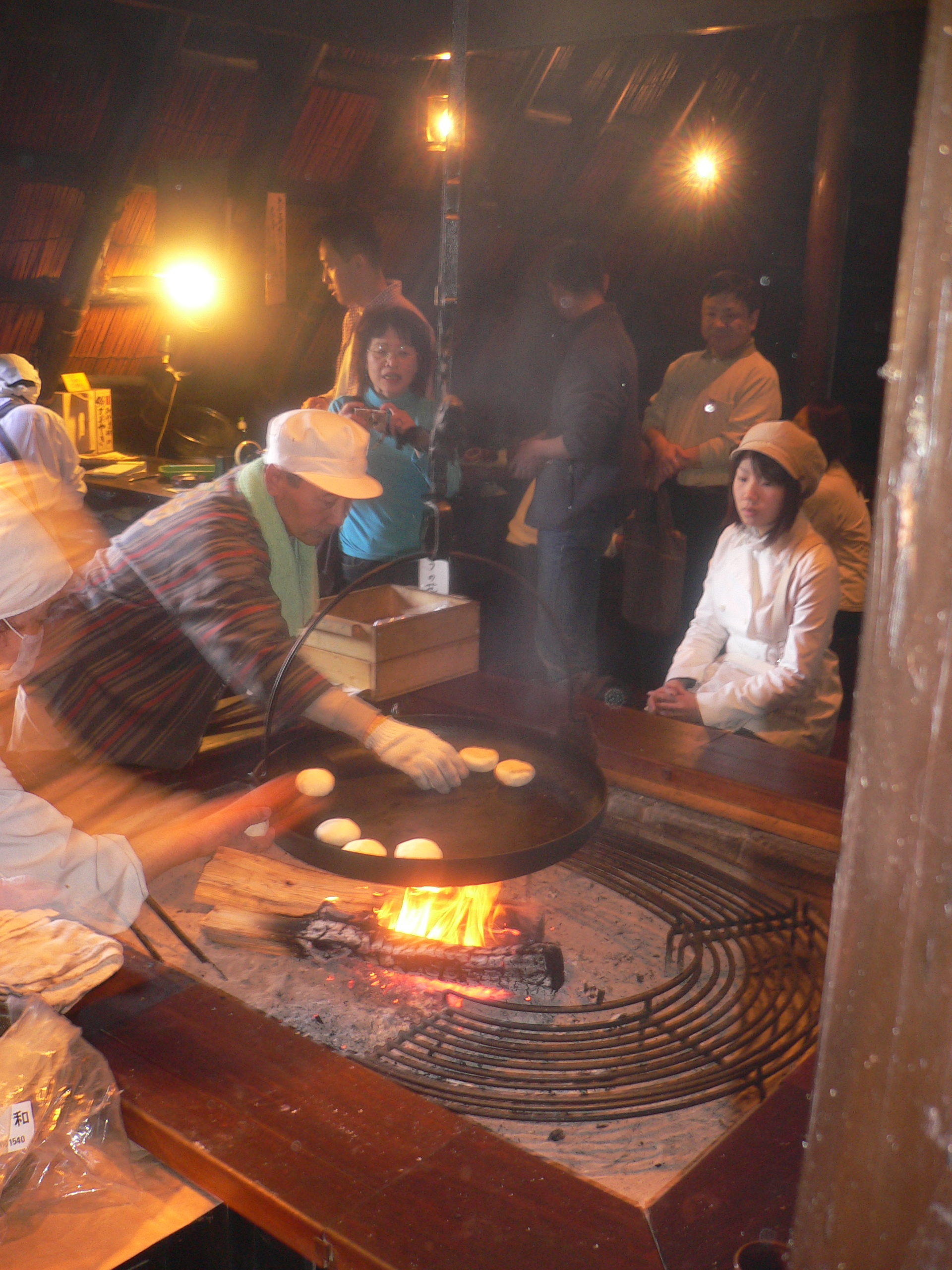
Préparation d'oyaki.